# Premio ecologia città di Varese
Il Premio ecologia città di Varese fu istituito nel 1973 dal Prof. Salvatore Furia e fu uno dei primi riconoscimenti ufficiali per l’ecologia sorti in Italia e forse in Europa.

## La storia del premio
Il premio ha lo scopo di fare conoscere persone (fisiche e giuridiche) che abbiano lavorato per la tutela della natura e delle risorse naturali attraverso le seguenti azioni:
- opere d'ingegno;
- prestazioni o iniziative di indiscutibile valore comunitario locale, regionale o internazionale in ambito della tutela e dello studio ambientale;
- azioni di recupero di ambienti degradati o di conservazione ed arricchimento di quelli integri;
- conservazione di tutte le forme di patrimonio naturale sia esso di proprietà privata o pubblica;
- istituzione e gestione di monumenti naturali (biotopi e geotopi) di interesse locale, nazionale o internazionale;
- progettazione di strumenti legislativi per la tutela della sanità ambientale e le qualità della vita umana, per la tutela del territorio, dell'aria, dell'acqua, dei suoli, della vegetazione forestale, della flora spontanea e della fauna;
- opere urbanistiche o di ingegneria civile, industriale o forestale di grande rispetto per le risorse naturali e l'ambiente;
- studi e ricerche di carattere ambientale utili per la conservazione degli ambienti naturali;
- opere di divulgazione scientifica, educazione naturalistica, cultura.

Tale premio è stato conferito dal 1973 sino al 1992. Nel 2017, sette anni dopo la morte del Prof. Salvatore Furia, l’amministrazione comunale di Varese ha deciso di rinnovare la tradizione del “Premio ecologia città di Varese”. Tale iniziativa è stata frutto della crescente importanza che hanno assunto nel tempo i temi ambientali, ecologici e del paesaggio, sia in termini di conservazione e cura sia in quanto principali attrattori culturali e turistici della città.

## Il Premio "Mario Pavan"
Oltre al “Premio ecologia città di Varese”, dal 2018 viene attribuito anche il premio “Mario Pavan”, chiamato così in memoria dell’importante entomologo che fu anche Ministro dell’Ambiente
Il premio Pavan viene assegnato ogni anno ad un giovane dottorando in materie scientifiche e consiste in una borsa di studio del valore di 2500,00 €. 
Durante l’edizione 2018 fu conferito a Francesca Alice Marazzi per la sua tesi di dottorato “Growth of microalgal biomas on supernatant from biosolid dewatering”, incentrata sulla valutazione dell’integrazione delle microalghe in impianti di depurazione con il duplice scopo di rimuovere azoto e produrre biomassa da convogliare ai digestori anaerobici. 
Nel 2019 il premio è stato ricevuto da Federica Marando, autrice della tesi: “Servizi Ecosistemici in aree urbane: il ruolo delle Infrastrutture Verdi nel miglioramento della qualità dell’aria e nella regolazione del clima a livello locale”.
Per il biennio 2020-2021, il premio è stato conferito ex aequo ad Anna Aletti e Paolo Pastorino.

## Il premio oggi
Il “Premio ecologia città di Varese” viene conferito annualmente con una cerimonia pubblica che si tiene solitamente verso la fine di novembre. 
É un'iniziativa del Comune di Varese gestita in collaborazione con la Società Astronomica G.V.Schiaparelli e avente come partner l'Università dell’Insubria di Varese, ARPA Lombardia, JRC Ispra (VA).

## Il palmarès del Premio ecologia città di Varese
- 2024 Salvatore Furia (100 anni dalla nascita)
- 2023 Michelangelo Pistoletto
- 2022 Barbara Gallavotti[5]
- 2020-2021 Franco Arminio
- 2019 Salvatore Settis[4][6]
- 2018 Michele Lanzinger
- 2017 Stefano Mancuso
- 1992 Ardito Desio
- 1988 Prof. Paolo Maddalena
- 1987 Prof. Giuseppe Galasso
- 1986 Dott. Fabio Clauser
- 1985 Assessorato all'Ecologia e all'Ambiente della Regione Lombardia
- 1984 Segretario del Comitato Europeo per la salvaguardia della Natura e delle Risorse naturali del Consiglio d'Europa – Strasburgo
- 1983 Dott. Alfonso Alessandrini
- 1982 De Monte Faginto Ermes
- 1981 Wellenzhon Ernst (guardia forestale Stelvio)
- 1980 Direzione del Parco Nazionale Abruzzo
- 1979 Dott. Walter Frigo
- 1978 Dott. Mario Pavan
- 1977 Prof. Giuseppe Nangeroni
- 1976 Azienda di Stato Foreste demaniali di Belluno
- 1975 Sig.ra Sofia Stringer Zambeletti
- 1974 Corpo Nazionale Vigili del Fuoco comando di Varese
- 1973 Ispettorato ripartimentale Foreste di Varese